# Raphia
Pour les articles homonymes, voir Raphia (homonymie).
Genre
Classification phylogénétique

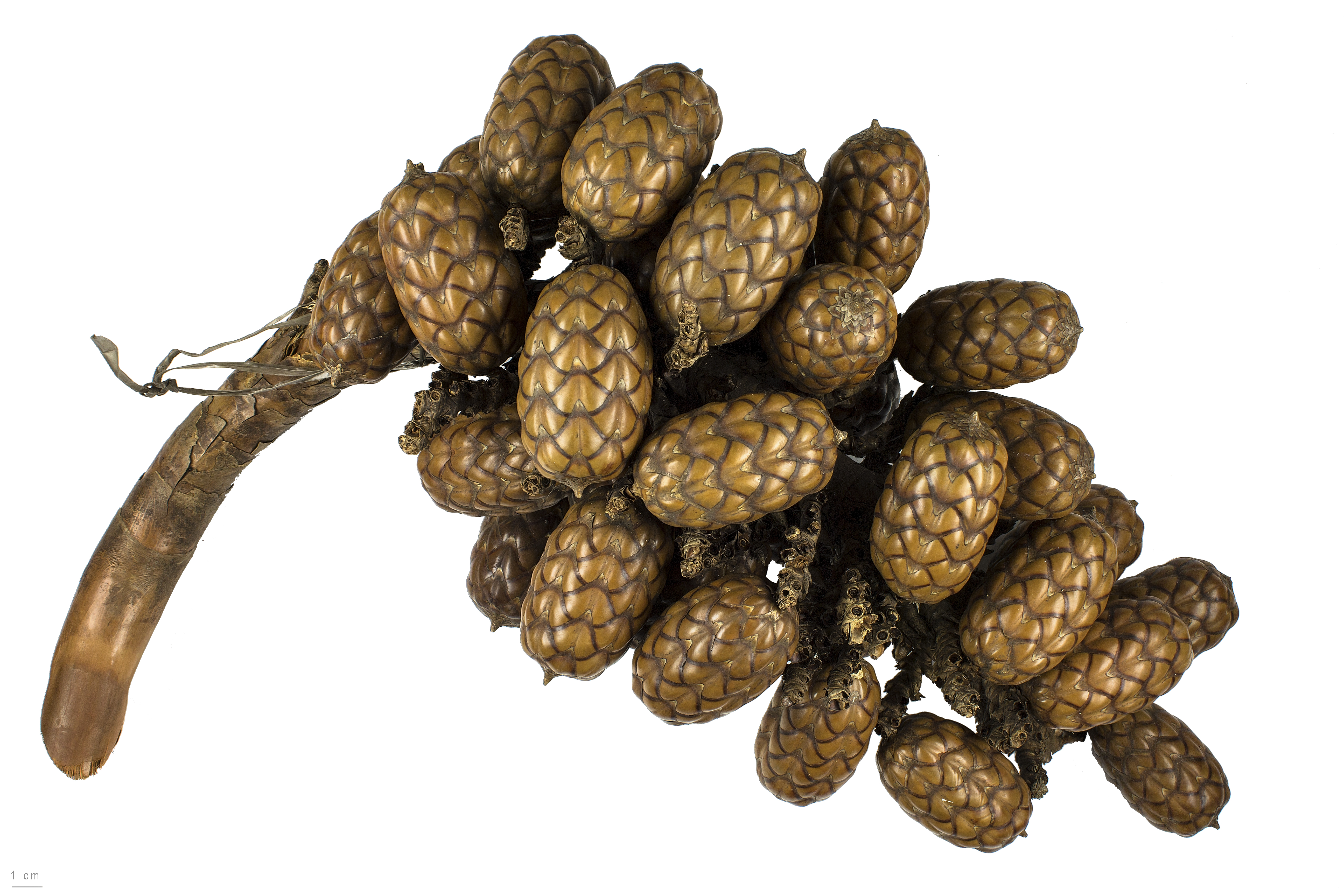
Raphia taedigera - Muséum de Toulouse.

Raphia (les raphias, mot d'origine malgache attesté en 1652) est un genre de plantes de la famille des Arecaceae (les palmiers) que l'on rencontre dans les milieux marécageux et le long des fleuves. Plante monocarpique ou hapaxanthe (la tige meurt après la fructification mais les racines restent vivantes, émettant de nouveaux rejets), l'espèce Raphia farinifera originaire de Madagascar donne une fibre végétale provenant de ses feuilles qui, par extension, porte le nom de raphia. Les feuilles de Raphia regalis peuvent atteindre 25 m sur 4 m, ce qui en fait les feuilles les plus longues du règne végétal,.

## Liste des espèces
Selon Catalogue of Life (7 mai 2017) :
- Raphia abrupta Grote, 1863
- Raphia aethiops Bang-Haas, 1912
- Raphia approximata Alphéraky, 1887
- Raphia cinderella Smith, 1903
- Raphia coloradensis Putnam & Cramer, 1886
- Raphia corax Draudt, 1950
- Raphia elbea Smith, 1908
- Raphia frater Grote, 1867
- Raphia hybris Hübner, 1818
- Raphia illarioni Filipjev, 1937
- Raphia obsoleta Kozhanchikov, 1950
- Raphia pallula Edwards, 1886
- Raphia peusteria Püngeler, 1907
- Raphia piazzi Hill, 1927

Selon World Checklist of Selected Plant Families (WCSP) (7 mai 2017) :
- Raphia africana Otedoh (1982)
- Raphia australis Oberm. & Strey (1969)
- Raphia farinifera (Gaertn.) Hyl. (1952)
- Raphia gentiliana De Wild. (1905)
- Raphia hookeri G.Mann & H.Wendl. (1864)
- Raphia laurentii De Wild. (1905)
- Raphia longiflora G.Mann & H.Wendl. (1864)
- Raphia mambillensis Otedoh (1982)
- Raphia mannii Becc., Agric. Colon. 4: t. VI, f. 8-9 (1910)
- Raphia matombe De Wild. (1916)
- Raphia monbuttorum Drude (1895)
  - variété Raphia monbuttorum var. monbuttorum
  - variété Raphia monbuttorum var. mortehanii (De Wild.) Otedoh (1982)
- Raphia palma-pinus (Gaertn.) Hutch. (1936)
  - sous-espèce Raphia palma-pinus subsp. nodostachys Otedoh (1982)
  - sous-espèce Raphia palma-pinus subsp. palma-pinus
- Raphia regalis Becc. (1910)
- Raphia rostrata Burret (1935)
- Raphia ruwenzorica Otedoh (1982)
- Raphia sese De Wild. (1905)
- Raphia sudanica A.Chev. (1908)
- Raphia taedigera (Mart.) Mart. (1838)
- Raphia textilis Welw. (1858 publ. 1859)
- Raphia vinifera P.Beauv. (1806)

## Propriétés et utilisations de la fibre

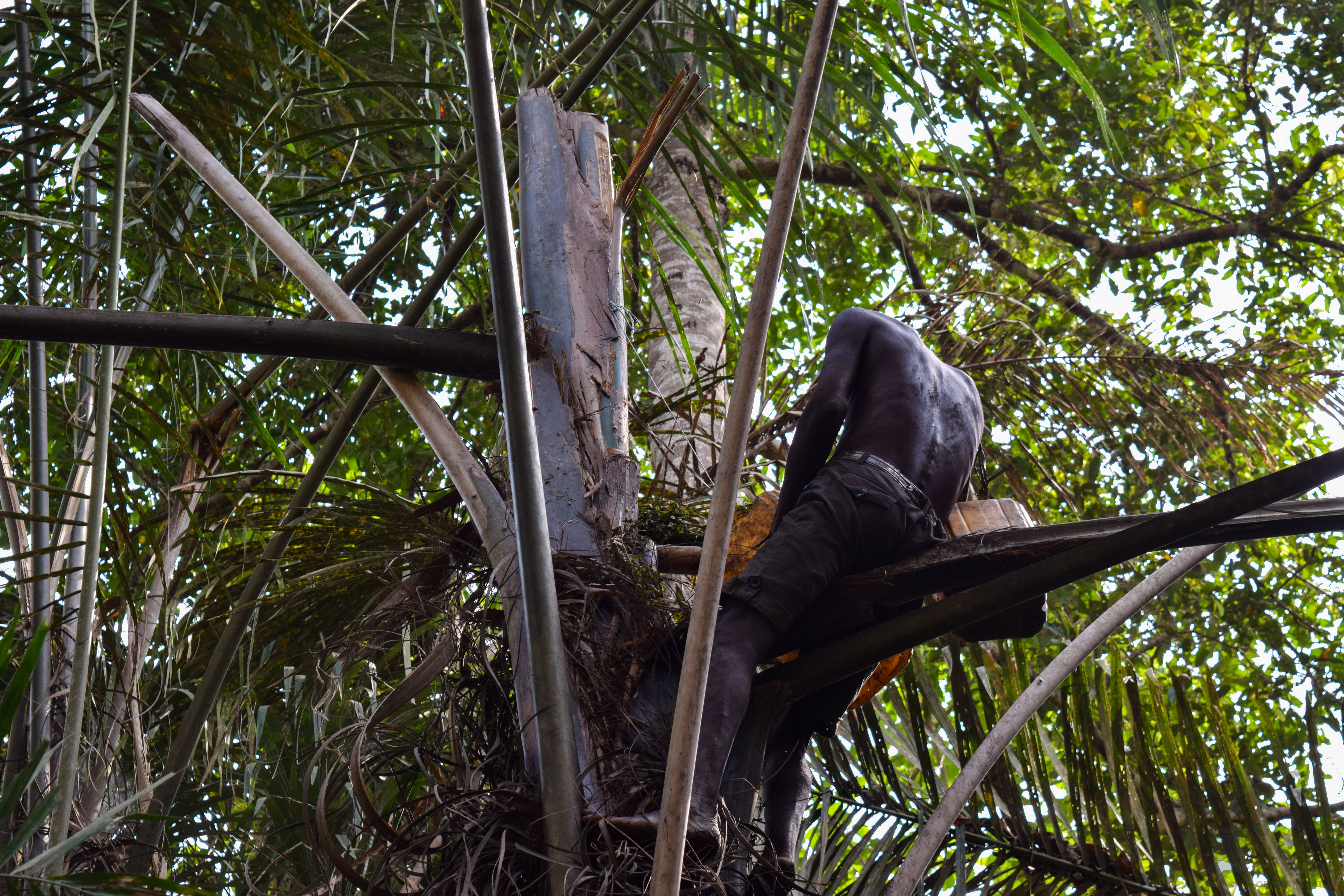
Extraction de vin de raphia dans la forêt marécageuse de Lokoli, dans le Sud du Bénin.

Le raphia est une fibre textile très solide, utilisée pour fabriquer des cordages, des liens et du tissu d'ameublement. À Madagascar, les fibres de ses feuilles et folioles servent par exemple à confectionner le jabo-landy ou la rabane. La ficelle de raphia est utilisable pour tenir le greffon sur un arbre.
L'art du tissage des étoffes en raphia (étoffes Kongo) était emblématique de la royauté et de la noblesse au Kongo et au Loango. On distingue les couvre-chefs Mpu, le Kinzemba, tunique cérémonielle, ou des paniers présentoirs.
Propriétés et utilisations de la fibre de raphia
Raphia est un genre de palmiers dont les feuilles fournissent une fibre naturelle utilisée dans divers produits artisanaux et industriels. Les fibres de raphia sont extraites des feuilles de ces palmiers, principalement trouvés en Afrique, Madagascar, et certaines régions d'Amérique du Sud et d'Asie.

### Propriétés de la fibre de raphia
La fibre de raphia est appréciée pour sa résistance, sa flexibilité, et sa durabilité. Elle est relativement facile à teindre et peut être utilisée dans son état naturel ou après traitement pour améliorer certaines de ses propriétés. La fibre de raphia est également biodégradable, ce qui en fait un choix écologique pour de nombreux usages.

### Utilisations de la fibre de raphia
Les fibres de raphia sont utilisées dans la fabrication de divers produits, y compris des sacs, des chapeaux, des nattes, des cordes, et même des éléments décoratifs. En raison de sa robustesse, la fibre de raphia est également employée dans l'horticulture, pour attacher les plantes sans les blesser. Les artisans valorisent le raphia pour sa polyvalence et son esthétique naturelle, qui permettent de créer des articles à la fois pratiques et attrayants.
Impact sur le commerce et le développement durable
La production de raphia soutient les économies locales, particulièrement dans les régions rurales de Madagascar, où les techniques de récolte et de préparation de la fibre sont transmises de génération en génération. Des entreprises comme Mihaja, qui se spécialisent dans les sacs en raphia, contribuent à la valorisation de cette fibre naturelle tout en adhérant aux principes du commerce équitable. Ces pratiques encouragent non seulement l'emploi local mais favorisent également la production durable de raphia, soulignant l'importance de préserver les méthodes traditionnelles tout en adoptant des pratiques respectueuses de l'environnement.
Au Togo, il sert pour la fabrication des échasses : la nervure de la feuille sert à faire le montant de l'échasse elle-même (entre deux et cinq mètres), les fibres tressées servant à faire la corde qui sert à entourer la jambe contre l'échasse.
En Afrique, son suc fournit une liqueur semblable au vin de palme mais plus colorée et plus forte, le « vin de Bourdon ».
Historiquement, le raphia a été utilisé lors de la Première Guerre mondiale pour des opérations de camouflage.

## Galerie pour la fibre

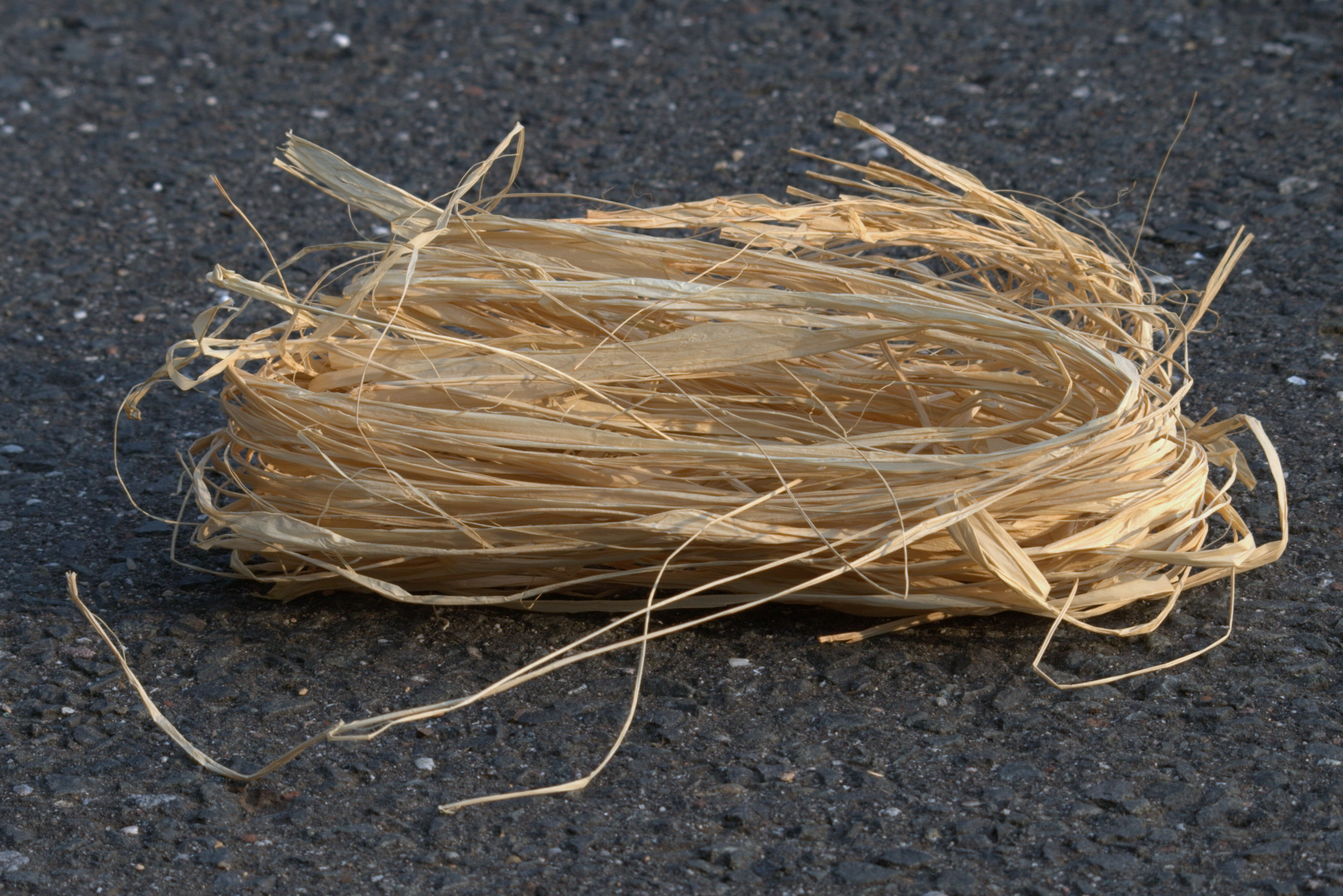
Gros plan sur des fibres.
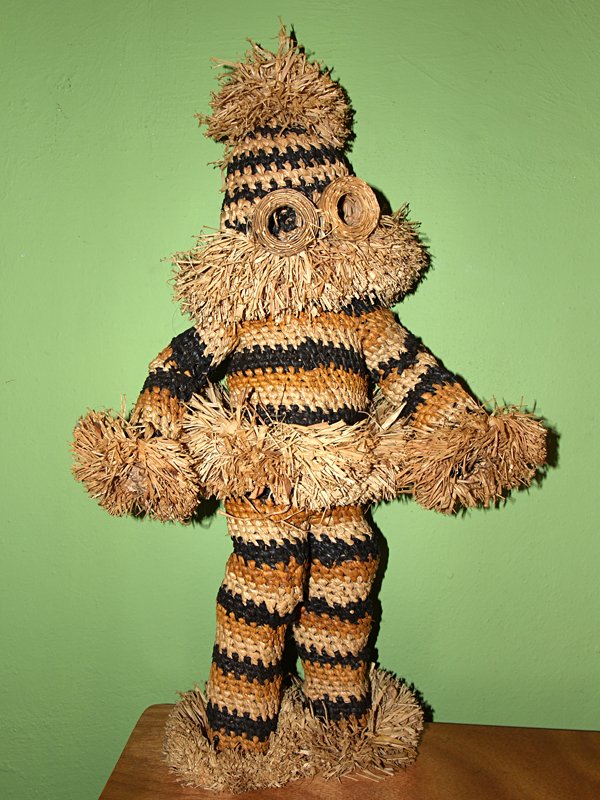
Confection à base de raphia.
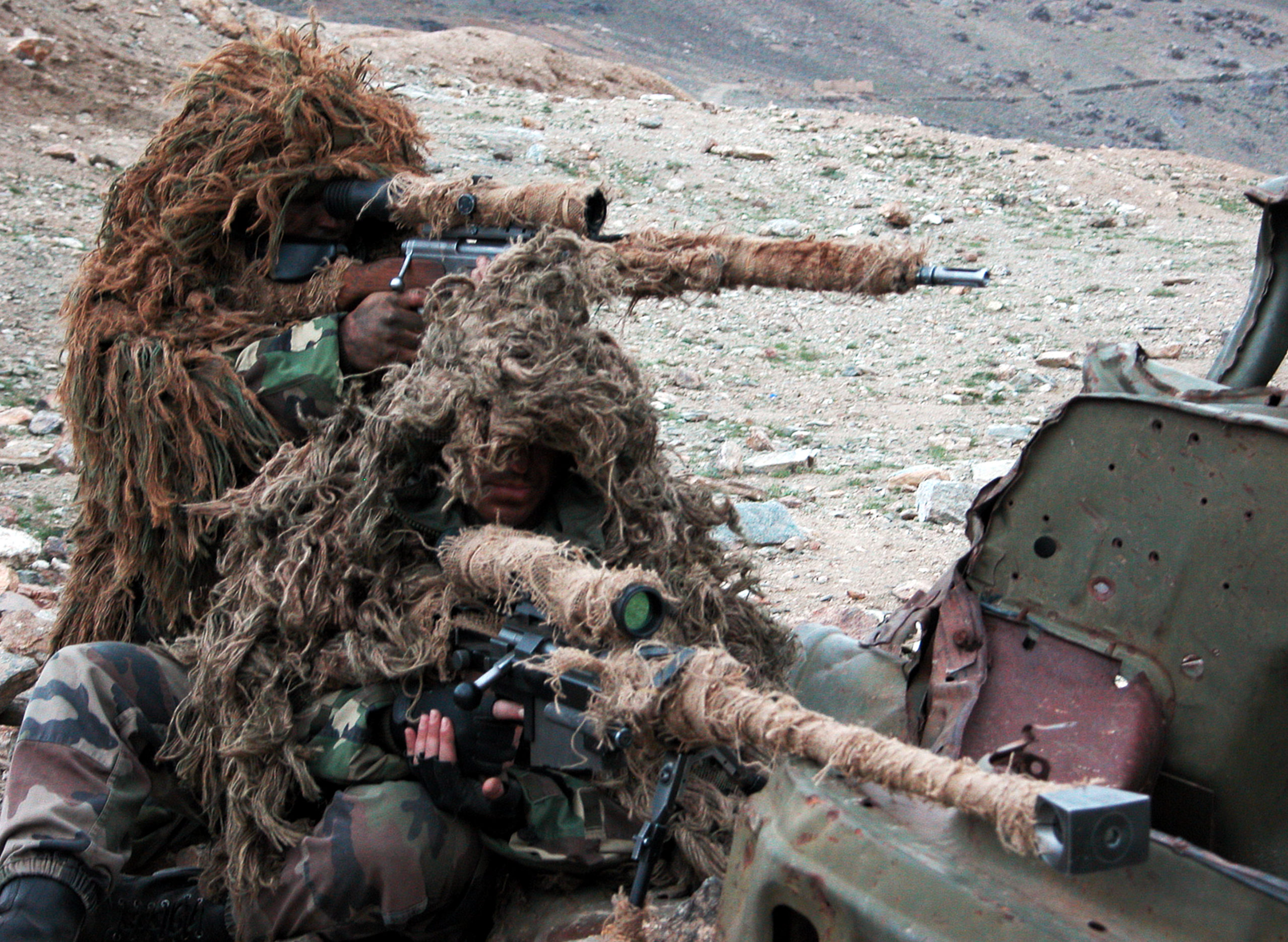
Le raphia est utilisé pour la confection de ghillie suit.